# تاداشي سوجياما
تاداشي سوجياما (باليابانية: 杉山直؛ بالكانا: すぎやま ただし) هو مطور ألعاب فيديو ‏ ياباني، ولد في 15 أبريل 1959 في كيوتو في اليابان.